# Ambassade de France en Namibie
L'ambassade de France en Namibie est la représentation diplomatique de la République française auprès de la république de Namibie. Elle est située à Windhoek, la capitale du pays, et son ambassadrice est, depuis 2024, Cécile Vigneau.

## Ambassade
L'ambassade est située au 24 Wilemien Street dans le quartier de Ludwigsdorf à Windhoek. Le Consulat de Johannesburg est désormais compétent pour toutes les affaires consulaires de Namibie. 

## Ambassadeurs de France en Namibie
| De   | À       | Ambassadeur                   |
| ---- | ------- | ----------------------------- |
| 1990 | 1994    | Alain Dementhon               |
| 1994 | 1998    | Frédéric Baleine du Laurens   |
| 1998 | 2002    | Eugène Berg                   |
| 2002 | 2006    | Philippe Perrier de la Bâthie |
| 2006 | 2008    | Philippe Bossière             |
| 2008 | 2013    | Jean-Louis Zoël               |
| 2013 | 2017    | Jacqueline Bassa-Mazzoni      |
| 2017 | 2020    | Claire Bodonyi                |
| 2020 | 2024    | Sébastien Minot               |
| 2024 | présent | Cécile Vigneau                |

## Histoire des relations diplomatiques avec la Namibie
Aucun passé colonial ne relie les deux pays. La France a été particulièrement active sur le dossier de l’indépendance de la Namibie au sein du Conseil de sécurité des Nations unies, notamment à la fin des années 1970 au sein du groupe de contact mis en place pour obtenir de l’Afrique du Sud la mise en œuvre des décisions de la communauté internationale (résolution 435).
Après 1981, c'est-à-dire après l'élection du président François Mitterrand et la nomination de Claude Cheysson comme ministre des Relations extérieures, elle a refusé, entre autres positions, qu’un lien fût établi entre l’indépendance namibienne et le retrait du contingent cubain d’Angola. La SWAPO, mouvement reconnu comme seul et authentique représentant du peuple namibien par la communauté internationale (ONU et OUA), a alors ouvert un bureau à Paris.
L'indépendance a été obtenue le 21 mars 1990. Fait assez peu courant dans l'histoire diplomatique, la France avait, quelques mois auparavant, envoyé à Windhoek une sorte d'ambassadeur, un représentant officiel, même si son appellation exacte était chef de la mission diplomatique d'observation. À l’époque se déployait le Groupe d’assistance des Nations unies pour la période de transition en Namibie (GANUPT) (en anglais, « United Nations Transition Assistance Group » (UNTAG)), la force de maintien de la paix des Nations unies chargée d'appuyer le processus de paix et de surveiller les élections devant conduire à l’Assemblée nationale constituante et à l’indépendance.

## Consulat

### Communauté française
Au 28 octobre 2024, 254 Français sont inscrits sur le registre consulaire en Namibie.
| 2001 | 2002 | 2003 | 2004 |
| ---- | ---- | ---- | ---- |
| 191  | 151  | 176  | 192  |

| 2005 | 2006 | 2007 | 2008 |
| ---- | ---- | ---- | ---- |
| 199  | 218  | 233  | 246  |

| 2009 | 2010 | 2011 | 2012 |
| ---- | ---- | ---- | ---- |
| 257  | 270  | 293  | 300  |

| 2013 | 2014 | 2015 | 2016 |
| ---- | ---- | ---- | ---- |
| 257  | 259  | 239  | 234  |

| 2017 | 2018 | 2019 | 2020 |
| ---- | ---- | ---- | ---- |
| 225  | 196  | 186  | 187  |

| 2021 | 2022 | 2023 | 2024 |
| ---- | ---- | ---- | ---- |
| 178  | -    | 200  | 254  |

### Circonscriptions électorales
Depuis la loi du 22 juillet 2013 réformant la représentation des Français établis hors de France avec la mise en place de conseils consulaires au sein des missions diplomatiques, les ressortissants français d'une circonscription recouvrant l'Afrique du Sud, le Botswana, le Lesotho, le Mozambique, la Namibie et le Swaziland élisent pour six ans trois conseillers consulaires. Ces derniers ont trois rôles : 
1. ils sont des élus de proximité pour les Français de l'étranger ;
2. ils appartiennent à l'une des quinze circonscriptions qui élisent en leur sein les membres de l'Assemblée des Français de l'étranger ;
3. ils intègrent le collège électoral qui élit les sénateurs représentant les Français établis hors de France.

Pour l'élection à l'Assemblée des Français de l'étranger, la Namibie appartenait jusqu'en 2014 à la circonscription électorale de Johannesburg, comprenant aussi l'Afrique du Sud, le Botswana, le Lesotho, le Malawi, le Mozambique, le Swaziland, la Zambie et le Zimbabwe, et pourvoyant un siège. La Namibie appartient désormais à la circonscription électorale « Afrique centrale, australe et orientale » dont le chef-lieu est Libreville et qui désigne cinq de ses 37 conseillers consulaires pour siéger parmi les 90 membres de l'Assemblée des Français de l'étranger.
Pour l'élection des députés des Français de l’étranger, la Namibie dépend de la 10e circonscription.